# خليفة الظهراني
خليفة أحمد الظهراني (مواليد 1942) سياسي بحريني، رئيس مجلس النواب الأسبق خلال الفترة 14 ديسمبر 2002 حتى 14 ديسمبر 2014. 

## السيرة
ولد خليفة الظهراني في مدينة الرفاع في عام 1942.
حصل على شهادة من مركز التدريب والتطوير المهني التابع لشركة نفط البحرين عام 1961.
اتجه إلى القطاع الخاص حيث أسس شركة الظهراني للإنشاء. كما تولى رئاسة نادي الرفاع لعدة سنوات والرئاسة الفخرية لصندوق الرفاع الخيري ورئاسة مجلس الأوقاف السنية وعضوية مجلس إدارة أموال القاصرين.

### العمل البرلماني
ترشح لانتخابات المجلس الوطني 1973 عن الدائرة العشرين حيث فاز في الانتخابات بعد حصوله على 250 صوت.
تم تعيينه عضواً في مجلس الشورى خلال الفترة 27 ديسمبر 1992 إلى 14 فبراير 2002.
ترشح لانتخابات مجلس النواب 2002 عن الدائرة التاسعة في المحافظة الوسطى وفاز في الجولة الأولى للأنتخابات حيث حصل على 4237 صوت بنسبة 90.15% وفي 14 ديسمبر 2002 أنتخب رئيساً لمجلس النواب للفصل التشريعي الأول بعد حصوله على 25 صوت مقابل 15 صوت لصلاح علي محمد وذالك خلال الجلسة الأولى للمجلس.
وكما ترشح لانتخابات مجلس النواب 2006 عن الدائرة التاسعة في المحافظة الوسطى حيث فاز في الانتخابات بعد حصوله على 3890 صوت بنسبة 70.34% وفي 15 ديسمبر 2006 تم تزكيته رئيساً لمجلس النواب للفصل التشريعي الثاني وذالك خلال الجلسة الأولى للمجلس.
وكما ترشح لانتخابات مجلس النواب 2010 عن الدائرة التاسعة في المحافظة الوسطى حيث فاز في الانتخابات بعد حصوله على 3586 صوت بنسبة 77.40% وفي 14 ديسمبر 2010 تم تزكيته رئيساً لمجلس النواب للفصل التشريعي الثالث وذالك خلال الجلسة الأولى للمجلس، وشغل المنصب حتى نهاية مدة المجلس في 14 ديسمبر 2014.

## التكريم
- وسام الشيخ عيسى بن سلمان آل خليفة من الدرجة الثانية.
- وسام الكفاءة.